# The Mavericks
The Mavericks es un grupo de música country alternativa fundado en 1989 en Miami, Florida.
Entre 1991 y 2003 grabaron seis álbumes de estudio además de tener 14 singles en las listas de country. Su mejor posición la consiguen en 1996 con "All You Ever Do Is Bring Me Down", en colaboración con el acordeonista Flaco Jiménez.
Tras su ruptura en 2003, el cantante Raul Malo saca seis álbumes en solitario. Robert Reynolds saca dos EP en solitario y cofunda el grupo SWAG con su compañero Maverick Jerry Dale McFadden y Ken Coomer de Wilco, Tom Petersson de Cheap Trick y Doug Powell. Su álbum "Catchall" sale en 2001 .

## Premios

### Academia de Country Music
1994
- Top New Vocal Group
- Top Vocal Group

1995
- Top Vocal Group

### Country Music Association
1995
- Vocal Group of the Year

1996
- Vocal Group of the Year

### Premios Grammy
1995
- Best Country Performance By A Duo Or Group With Vocal

## Discografía
- The Mavericks discography

## Formación más conocida
- Raul Malo - Lead vocals, guitars (born August 7, 1965)
- Robert Reynolds - Bass, vocals (born April 30, 1962)
- Paul Deakin - Drums, vocals (born September 2, 1959)
- Nick Kane - Lead guitar, vocals (born August 21, 1954)

## Videografía
Officially released films featuring the Mavericks are listed with their original release dates.
- 2004 The Mavericks: Live in Austin Texas, directed by Michael Drumm (DVD - Sanctuary Records Group)
- 2004 The Best of the Mavericks: The DVD Collection (DVD - MCA Nashville)